# Judío errante

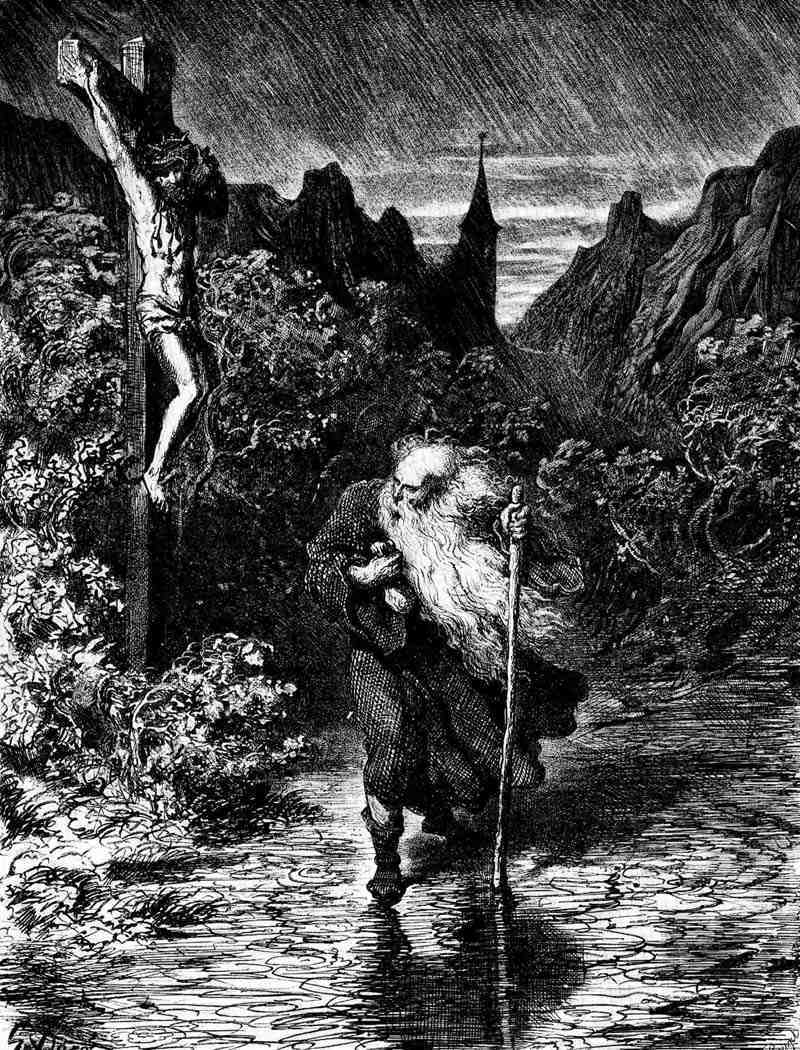
El judío errante, ilustrado por Gustave Doré.

El judío errante es una figura literaria, consistente en un hombre inmortal cuya leyenda empezó a esparcirse en Europa en el siglo XIII. En el mito original se relata que un transeúnte (su caracterización concreta varía según las versiones) que se burló de Jesús durante el camino hacia la crucifixión, por lo que Dios lo condenó a «errar hasta Su retorno» (el retorno de Jesucristo a la Tierra). Por tanto, el personaje en cuestión debe andar errante por la Tierra hasta la Parusía. La naturaleza exacta de la indiscreción del errante varía en diferentes versiones de la historia (p. ej., que le negó un poco de agua al sediento Jesús), así como varían aspectos de su carácter; se dice en ocasiones que era un zapatero o comerciante, o, según otras versiones, que era el portero de la casa de Poncio Pilato.
A menudo se ha visto en el judío errante una personificación metafórica de la diáspora judía, interpretando desde el punto de vista cristiano en forma de mofa, que la destrucción de Jerusalén habría sido un castigo divino a todo el pueblo judío por la responsabilidad que habrían tenido en la crucifixión de Jesús algunas autoridades religioso-políticas judías, de acuerdo a lo indicado solo en algunos de los cuatro evangelios del nuevo testamento (no siendo una descripción de un acontecimiento presente realmente en todos estos evangelios); razón por la que se considera una leyenda o mito antisemita.

## Los nombres del judío errante
Se le ha dado una gran cantidad de nombres al judío errante, algunos de los cuales son:
- Ahasverus
- Adelqui
- Larry el Caminante
- Joseph Cartaphilus
- Juan Espera en Dios
- Michob-Ader
- Samuel Belibeth
- Juan de los Tiempos

Sin embargo, el nombre más antiguo sea posiblemente el que aparece en una de las Cartas eruditas y curiosas del padre Feijoo. En ella se cita a Mateo de París, obispo e historiador benedictino, indicando que en el año 1229 afirmó que dicho judío existía, se llamaba Cartafilo y se encontraba entonces por Armenia.
Igualmente Jacob Basnage, predicador reformado, en su Historia de los judíos evoca a tres judíos errantes:
- Samer o Samar: judío errante condenado a vivir siempre y a vagar por haber fundido el becerro de oro en tiempo de Moisés.
- Cartaphilos o Cartáfilo: portero de Poncio Pilatos, quien, cuando sacaron a Jesús para crucificarlo, le dio un empujón en la espalda, ante lo cual él le dijo: «El Hijo del Hombre se va, pero tú esperarás a que vuelva». Se trata de una profecía del mismo Cristo, por la que este judío no había de morir hasta que Cristo volviese a juzgar vivos y muertos. Cada cien años sufría enfermedad y angustia de muerte, pero luego sanaba y se rejuvenecía hasta los treinta años, edad que tenía cuando Cristo murió.
- Asuero: zapatero de Jerusalén quien echó de un empujón a Cristo del quicio de su puerta cuando este se detuvo allí a descansar camino del Calvario, diciéndole: «Sal cuanto antes; ¿por qué te detienes?». Cristo le respondió: «Yo descansaré luego, pero tú andarás sin cesar hasta que yo vuelva» (algunos han añadido: «hasta que no nazca niño alguno» o «hasta que la mujer deje de parir»). Desde aquel momento empezó el cumplimiento del vaticinio, siempre andaba peregrinando, sin parar en provincia alguna. Representaba la edad de cincuenta años y prorrumpía en frecuentes gemidos por la tristeza que le causaba la memoria de su delito. De este se dice: "La aparición más resonante y multitudinaria del judío errante se produjo en Hamburgo en 1542, si damos crédito al testimonio de Paul von Eitzen (1521-1598), obispo de Schleswig. En su relato sobre la aparición de 1542, destacó que Asuero fue visto por centenares de personas y comunicó sombríos detalles sobre los padecimientos de Jesús".

## El judío errante en la literatura

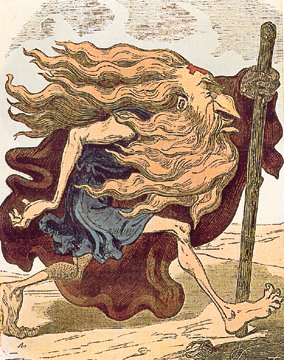
El judío errante, caricatura basada en estereotipos sobre los judíos.

## Películas sobre el judío errante

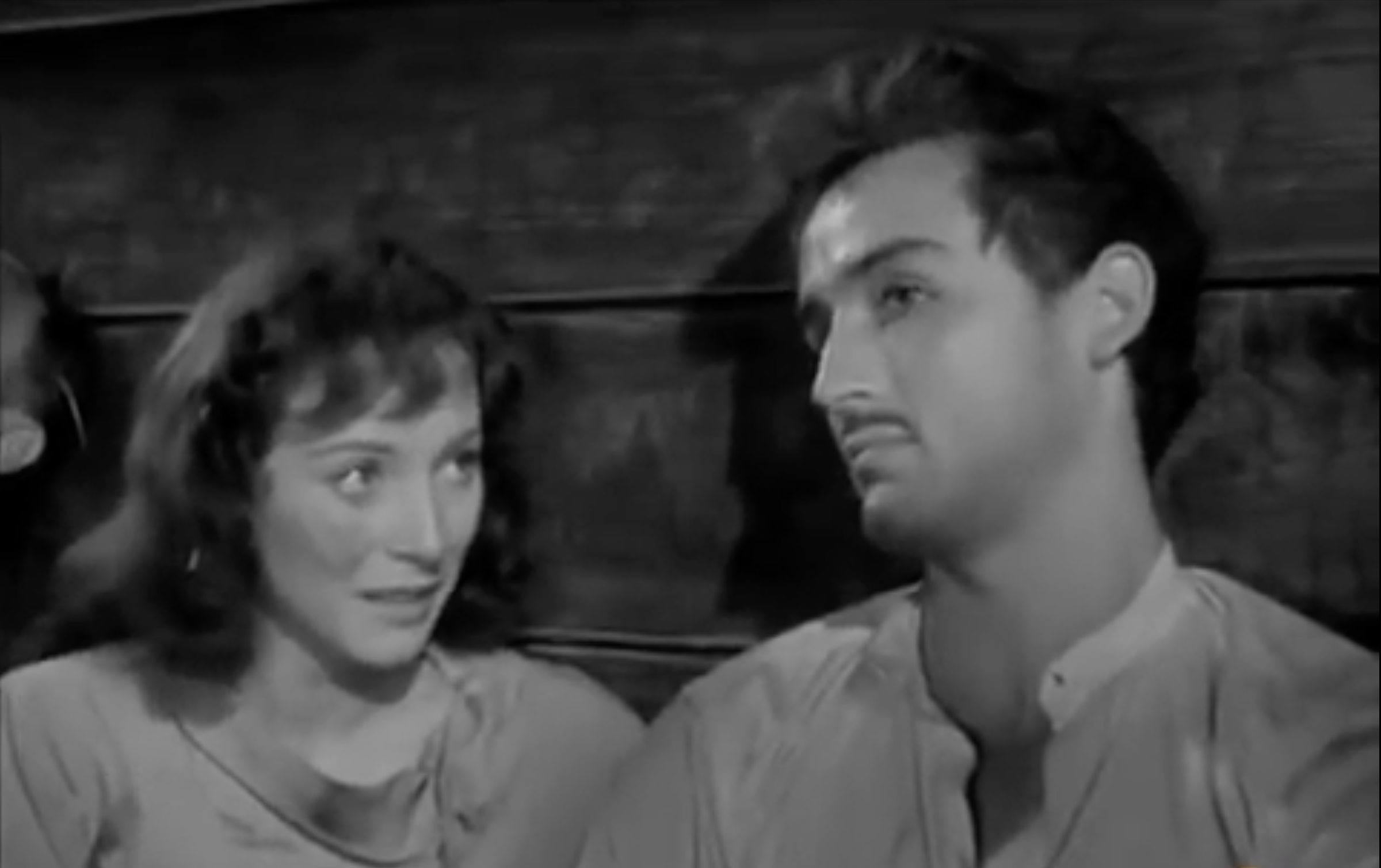
Valentina Cortese y Vittorio Gassman
en la película de 1948

## Origen de la leyenda